# Coelemu
Coelemu är en kommun i Chile.   Den ligger i provinsen Itata och regionen Ñuble, i den södra delen av landet, 400 km sydväst om huvudstaden Santiago de Chile.
I omgivningarna runt Coelemu växer i huvudsak städsegrön lövskog. Runt Coelemu är det ganska tätbefolkat, med 62 invånare per kvadratkilometer.